# С́
Sje (С́ с́; cursiva: С́ с́) es una letra del alfabeto cirílico, formada a partir de С con la adición de un acento agudo (que no debe confundirse con la letra latina Ć). Se utiliza en el alfabeto montenegrino, donde representa la fricativa alveolo-palatal sorda /ɕ/.
Corresponde al latín Ś, y no debe confundirse con el latín Ć, que representa la africada alveolopalatina sorda / t͡ɕ / (el sonido de Ћ)

## Unicode
Al ser una letra relativamente reciente, no aparece en ninguna codificación cirílica de 8 bits, ni siquiera está representada directamente por un carácter precompuesto en Unicode; por lo que ha de ser compuesta como С + ◌́  (U+0301).
| Carácter      | С                          | С                          | с                        | с                        | ́                       | ́                       |
| ------------- | -------------------------- | -------------------------- | ------------------------ | ------------------------ | ---------------------- | ---------------------- |
| Unicode       | CYRILLIC CAPITAL LETTER ES | CYRILLIC CAPITAL LETTER ES | CYRILLIC SMALL LETTER ES | CYRILLIC SMALL LETTER ES | COMBINING ACUTE ACCENT | COMBINING ACUTE ACCENT |
| Codificación  | decimal                    | hex                        | decimal                  | hex                      | decimal                | hex                    |
| Unicode       | 1057                       | U+0421                     | 1089                     | U+0441                   | 769                    | U+0301                 |
| UTF-8         | 208 161                    | D0 A1                      | 209 129                  | D1 81                    | 204 129                | CC 81                  |
| Ref. numérica | &#1057;                    | &#x421;                    | &#1089;                  | &#x441;                  | &#769;                 | &#x301;                |